# Временное повышение
Временное повышение в воинском звании (англ. brevet promotion, /ˈbrɛvɪt/, чит. «бре́вет», в русскоязычной военной литературе традиционно применяется в транслитерации в качестве приставки к званиям «бревет-майор», «бревет-полковник» и т. п.) — существующая в армиях США, Великобритании, Франции и ряда европейских стран историческая практика временного присвоения воинского звания, обычно без прибавки к жалованию. Существует специальный глагол-термин to brevet, например: He was brevetted major general («Он был временно повышен в звании до генерал-майора»). Такое повышение должно отражаться в офицерском звании, например: Bvt. Maj. Gen. Joshua Chamberlain. Само слово «бревет» буквально означает патент, то есть документ, выдаваемый на руки тому или иному лицу в подтверждение его квалификации и присвоенного временного звания.

## США
Такие назначения были массовым явлением в армии США в XIX веке. Временно назначенные офицеры получали соответствующие знаки отличия, но не получали прибавки к жалованию. Во время гражданской войны фактически все высшие офицеры получили ту или иную форму временного повышения, в основном в последние дни войны. Так как на тот момент не существовало унифицированной процедуры аттестации лиц офицерского состава, а каждый вид вооружённых сил, род войск или служба войск, более того, каждое военное соединение и часть, представляли собой самостоятельный субъект военного администрирования, самостоятельно осуществляющий мобилизационные (призывники) и вербовочно-комплектационные (добровольцы) мероприятия, и сам проводящий аттестацию или переаттестацию командного состава (англ. military commission[ing]) — для военнослужащих не было ничего необычного в том, чтобы иметь несколько различных званий одновременно, например, являться временным генерал-майором добровольцев, бригадным генералом добровольцев, временным подполковником регулярной армии и капитаном регулярной армии (пример федерального генерала Ранальда Макензи).
На ранних этапах развития американской государственности, в США была распространена европейская практика позднего Средневековья — начала Нового времени, когда городские или сельские общины, городские власти, купеческие гильдии, и другие самостоятельные субъекты публично-правовых отношений, за свой собственный счёт нанимали офицеров (капитанов и гран-капитанов), которые были уполномочены (как и всякий подрядчик в публичных или частно-правовых отношениях) вести наём солдат (от слова «сольди», характерного для германо-итальянской военной традиции) и самостоятельно выбирать себе помощников (лейтенантов и суб-лейтенантов). Для этих целей ему единоразово или по частям выделялась необходимая сумма денег (соответственно, контракт заключался либо в письменной форме, либо в форме устного соглашения) и ставилась конкретная задача (например, проведение одного или серии карательных рейдов на местные индейские поселения, поиск и ликвидация разбойничьей банды и т. п.). Долгосрочный наём без определения сроков применялся в случаях наличия постоянной угрозы, затруднительной с точки зрения возможностей к её полному устранению. На долгосрочной основе нанимались военные специалисты для организации гарнизонно-караульной службы, транспортно-логистического сообщения (обеспечения безопасности грузопассажирских перевозок).
Как правило, офицер начинал службу именно со временных повышений, что играло помимо прочего и функцию фильтра, — для отсева всякого рода неблагонадёжных лиц до присвоения им полных званий. Например, генерал Джордж Пикетт в Мексиканскую войну получил временные повышения до капитана, и лишь после войны — реальное повышение до лейтенанта. Генерал Томас Джексон за ту же войну получил временное повышение до майора. Обычно выпускник академии Вест-Пойнт получал временное звание второго лейтенанта и затем ждал, пока освободится соответствующее место в регулярной армии.
Первые временные повышения были введены во время американской войны за независимость. Это было связано с тем, что не всегда удавалось найти места для иностранных офицеров-добровольцев, — в основном французов. Первым временно повышенным офицером был Жак Антуан де Франшесен (Jacques Antoine de Franchessin) 20 июля 1776 года. Ему было присвоено временное звание подполковника Континентальной армии. До конца войны временные повышения получили ещё 35 иностранных офицеров. К 1784 году эти звания были присвоены ещё 50 офицерам.
В начале XIX века армии США пришлось охранять большое количество пограничных фортов, но количество офицеров было лимитировано указом Конгресса, поэтому возникла проблема нехватки офицеров для гарнизонной службы. В этой ситуации пришлось восполнять нехватку временными офицерами.

### Гражданская война
Историк Блэр Ховард писал: «Временные повышения породили большую путаницу в среде федеральных офицеров. К концу войны примерно 1700 офицеров имели временные звания бригадных генералов и генерал-майоров. Это мешало различать звания. Долгое время после войны в армии не могли разобраться, как обращаться к офицерам или какое звание должно быть отражено на их униформе. Например, хотя Джордж Кастер был всего лишь подполковником регулярной армии к моменту своей гибели при Литл-Биг-Хорн, он имел временное звание генерал-майора одновременно и в регулярной, и в добровольческой армии».

## Великобритания
В Британской империи наличие системы временных (а фактически альтернативных) воинских званий, сосуществующей с конвенциональной армейской и флотской, было обусловлено существованием нескольких десятков частных компаний, каждая из которых имела собственные корпоративные вооружённые силы — свою армию и флот. Наличие множества компаний со своими частными армиями было продиктовано британским же способом администрирования имперских провинций, который предполагал наличие частного посредника (компании) между королевским двором и провинциями, авторизовавшегося или лицензировавшегося в предусмотренном порядке, что давало ему широчайшие полномочия в том числе и в плане организации собственных регулярных или иррегулярных военных или паравоенных (военно-полицейских) организаций и структур, в зависимости от конкретных обстоятельств, требующих военного вмешательства и других форм применения силы.
Наиболее сильной в этом отношении была Британская Ост-Индская компания (ОИК), текущий военный потенциал которой, в количественном исчислении живой силы и военных плавсредств составлявший около сорока тысяч европейцев — военнослужащих офицерского и сержантско-старшинского состава сухопутных войск и свыше двухсот тысяч туземных военнослужащих рядового и сержантского состава (что не было рекордом, Голландская Ост-Индская компания в своё время отправила в Индию более миллиона солдат, матросов и других служащих, не считая привлечённых ею же рабов и туземцев), а также свыше ста кораблей и судов общим тоннажем ок. 90 тыс. тонн и семи тысяч матросов, позволял вести совершенно автономные военные действия сразу на нескольких сухопутных и морских театрах военных действий без привлечения имперских войск. Поскольку компании обеспечивали своим служащим более высокое жалование и целый ряд других преференций, молодые офицеры королевской армии и флота, несмотря на трудности, связанные с обратной аттестацией в случае возвращения в строй королевских частей или на борт королевских кораблей, старались как можно скорее перейти на службу в компании. Поскольку количество потенциальных кандидатов превышало потребности компаний в командных кадрах, сотрудники компаний, ответственные за проведение набора, имели возможность выбирать наиболее достойных в профессиональном плане кандидатов. Кроме того, в структуре компаний действовали собственные военные учебные заведения, где обучались курсанты по программам обучения, в целом стандартизированным под общевойсковые, но с уклоном на подготовку для несения службы в конкретных регионах мира (как правило, Индийский субконтинент и Азиатско-Тихоокеанский регион), где требовалось вооружённое обеспечение коммерческих интересов компаний-нанимателей. Королевское армейское командование и адмиралтейство со своей стороны прилагало усилия к тому, чтобы снизить или лимитировать отток квалифицированных командных кадров, — одним из таких регуляторов был барьер, связанный с отсутствием унифицированной (единой для всех вооружённых формирований) системы званий и процедур аттестации/переаттестации. Ещё одним компромиссным вариантом было введение в 1837 г. системы «локальных званий», то есть таких званий, которые действовали только в том конкретном регионе мира, где дислоцировалось то или иное британское военное объединение, — в первую очередь это нововведение предназначалось для индийских владений Британской короны.
Присвоение временных званий, помимо всего прочего, было на руку и руководству компаний тоже, так как было призвано снизить нагрузку на корпоративный бюджет за счёт снижения тарифной сетки на одну или несколько ступеней для служащих, которые в случае их аттестации согласно своему званию без приставки «временный» получали бы ещё большее жалование. Учитывая количество трудоустроенных компаниями военных, в сумме это давало весьма существенную экономию. Продвижение по службе и стандартный срок присвоения очередного воинского звания в компании был значительно более длительным по времени, чем в королевских войсках, — например, от момента аттестации в первичный офицерский чин до получения звания майора ОИК проходило двадцать пять лет, в то время как на получение аналогичного чина в королевских войсках уходило от двенадцати до семнадцати лет, в зависимости от личных качеств конкретного кандидата и условий службы (ускоренное присвоение званий в действующей армии и флоте в сравнении со службой в мирное время). Соответственно, различалась организационно-штатная структура частей и соединений, во главе стандартного королевского армейского полка стоял подполковник, в то время как полком ОИК командовал полковник.
Для компаний вообще было не характерно «разбрасываться» званиями, так, например, в 1826 г. в Индии несли службу восемнадцать генералов от королевских войск и только трое от ОИК, индийские армии которой (Бенгальская и Бомбейская соответственно) насчитывали 291 тыс. человек личного состава (при том, что все трое были переаттестованы в генеральском звании, перейдя на службу в компанию, уже будучи генералами королевских войск).

## Франция
Во Франции существует система временных назначений, отдалённо напоминающая американское «brevet promotion». Например, Шарль де Голль был назначен временным бригадным генералом (фр. général de brigade à titre provisoire) 1 июня 1940 года, когда командовал танковой дивизией (поскольку Франция была к тому времени уже частично оккупирована немецкими войсками, и процедура нормальной аттестации, — бюрократическая процедура, проводящаяся, как правило, не чаще одного или двух раз в год, и требующая времени и отвлечения аттестуемых и аттестующих от своих основных функциональных обязанностей, — для него была de facto невозможна).